# روبرتو تریچلا
روبرتو تریچلا (به ایتالیایی: Roberto Tricella) بازیکن فوتبال و اهل ایتالیا است 

## تیم ملی
از سال ۱۹۸۴ میلادی عضو تیم ملی فوتبال ایتالیا بوده و در ۱۱ بازی ملی حضور داشته‌است. او در بازی‌های ملی‌اش گلی به ثمر نرساند.
روبرتو تریچلا آخرین بازی ملی خود را در سال ۱۹۸۷ میلادی انجام داد.